# Bille August
 (août 2020).
Pour les articles homonymes, voir Bille et August.
Bille August est un réalisateur et scénariste danois, né le 9 novembre 1948 à Brede (Danemark). Il fait partie des rares à avoir été récompensé à deux reprises par la Palme d'or au Festival de Cannes, en 1988 pour Pelle le Conquérant et en 1992 pour Les Meilleures Intentions.

## Biographie
Le Danois Bille August fait ses études en Suède et fréquente l'École du Film Documentaire de Stockholm. À partir de 1971, il se lance dans la réalisation de nombreux courts métrages, films publicitaires et téléfilms.
Il réalise son premier long métrage In My Life (Honning måne) en 1978. Il adapte au cinéma plusieurs romans danois, dont Smilla et l'amour de la neige de Peter Høeg et Pelle le Conquérant, inspiré du livre de l'écrivain Martin Andersen Nexø. Avec le second long métrage, il obtient la Palme d'or au Festival de Cannes en 1988 puis le Golden Globe et l'Oscar du meilleur film étranger l'année suivante. Les Meilleures Intentions, portrait de jeunesse des parents d'Ingmar Bergman (écrit par le cinéaste lui-même) lui vaut une seconde Palme d'or cannoise en 1992.
En 1993, il réalise son premier film hollywoodien La Maison aux esprits (The House of the Spirits).
Absent des écrans de 1998 à 2007, il revient avec Goodbye Bafana, drame sur la relation entre Nelson Mandela et son geôlier.
En 2002, il est membre du jury de David Lynch lors du 55e Festival de Cannes.
En 2016 il préside le jury des longs métrages du 64e Festival de Saint-Sébastien. En décembre de la même année il fait partie du jury de Béla Tarr lors du 16e Festival de Marrakech.
En 2017 il préside le jury du Festival international du film de Pékin.
En novembre 2018 il préside le jury du 40e Festival international du film du Caire.

### Vie privée

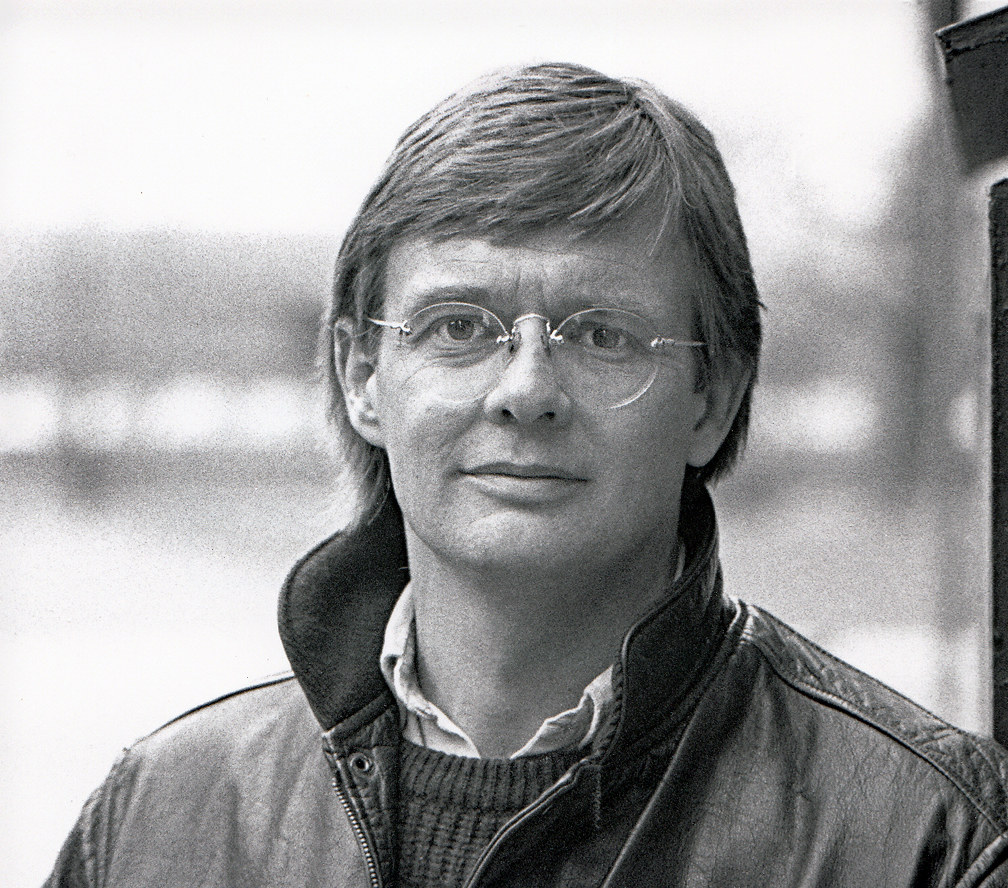
Bille August en 1988.

Il a été marié à la comédienne Pernilla August entre 1991 et 1997 avec qui il a eu une fille, Alba, née le 6 juin 1993, également actrice.

## Filmographie
- 1978 : Honning måne
- 1980 : Verden er så stor, så stor (téléfilm)
- 1982 : Maj (téléfilm)
- 1983 : Zappa
- 1984 : Busters verden
- 1984 : Twist and Shout (Tro, håb og kærlighed)
- 1987 : Pelle le Conquérant (Pelle erobreren)
- 1992 : Les Meilleures Intentions (Den goda viljan)
- 1994 : La Maison aux esprits (The House of the Spirits)
- 1996 : Jérusalem (Jerusalem)
- 1997 : Smilla (Smilla's Sense of Snow)
- 1998 : Les Misérables
- 2001 : En sång för Martin
- 2004 : Return to Sender
- 2007 : Goodbye Bafana
- 2012 : Marie Krøyer
- 2013 : Train de nuit pour Lisbonne (Night Train to Lisbon)
- 2014 : Stille hjerte
- 2017 : The Lost Soldier (The Chinese Widow)
- 2017 : 55 Steps
- 2018 : Un homme chanceux (Lykke-Per)
- 2021 : Pagten
- 2023 : Ehrengard, ou l'Art de la séduction (Ehrengard: Forførelsens kunst)

## Distinctions
- Bodil du meilleur film danois 1979 pour Honning måne
- Robert du meilleur scénario 1985 pour Twist and Shout (Tro, håb og kærlighed)
- Robert du meilleur film danois 1987, Palme d'or au festival de Cannes 1988, Golden Globe 1989 et Oscar du meilleur film étranger 1989 pour Pelle le Conquérant (Pelle erobreren)
- Palme d'or au festival de Cannes 1992 pour Les Meilleures Intentions (Den goda viljan)
- Robert du meilleur film et du meilleur scénario 1994 pour La Maison aux esprits (The House of the Spirits)
- Prix Tiantan du meilleur film 2019 au Festival international du film de Beijing pour Un homme chanceux (Lykke-Per)[1]